# Metoda Tiurina
Metoda Tiurina – metoda oznaczania zawartości węgla oraz pośrednio próchnicy w glebie. Należy do grupy metod objętościowych, które polegają na spalaniu (utlenianiu) materii organicznej na mokro. Próbkę gleby umieszczoną w środowisku silnie kwaśnym, tj. roztworze kwasu siarkowego, traktuje się określoną ilością dwuchromianu potasu (K2Cr2O7), który utlenia związki organiczne z gleby. Ilość pozostałego w roztworze dwuchromianu potasu miareczkuje się solą Mohra, Fe(NH2)SO4 6H2O, co pozwala określić procentową zawartość węgla w glebie. Jako punkt odniesienia przeprowadza się tzw. pomiar zerowy, w którym zamiast gleby analizuje się piasek kwarcowy, pumeks lub less wyprażony w 900 °C, czyli materiał pozbawiony węgla. 
Reakcja utleniania węgla:
3[C] + 2K2Cr2O7 + 8H2SO4 → 2K2SO4 + 2Cr2(SO4)3 + 8H2O + 3CO2
Reakacja utleniania żelaza zachodząca w czasie miareczkowania:
K2Cr2O7 + 7H2SO4 + 6FeSO4 → Cr2(SO4)3 + K2SO4 + 3Fe2(SO4)3 + 7H2O
Obliczanie zawartości węgla i próchnicy w glebie przeprowadza się w oparciu o następujące wzory:
%C=[(a−b)n·0,003·100]/c
%próchnicy = %C·1,724
gdzie:
a – ml soli Mohra zużyte do miareczkowania próby zerowej
b – ml soli Mohra zużyte do miareczkowania badanej naważki gleby
c – naważka gleby w g
n – normalność roztworu soli Mohra
0,003 – milirównoważnik węgla wynikający z masy atomowej węgla (12), podzielonego przez wartościowość, tj. 4 = 3 g w 1000 ml, to 1 ml odpowiada 3:1000
100 – przeliczenie na procent
1,724 – współczynnik przeliczeniowy z ilości węgla organicznego na ilość próchnicy przy założeniu, że w próchnicy znajduje się 58% węgla, stąd 100/58 = 1,724
Metoda Tiurina daje zawyżone wyniki w warunkach dużej zawartości Fe+2, Mn+2, Cl- w glebie. Nie powinna być wykorzystywana do badań gleb zawierających powyżej 15% próchnicy, ponieważ uzyskiwane wyniki są bardzo zawyżone.

## Literatura
- Zygmunt Brogowski, Zbigniew Czerwiński: Materiały do ćwiczeń z gleboznawstwa Cześć II – ćwiczenia laboratoryjne. Warszawa: Akademia Rolnicza w Warszawie, 1973. Brak numerów stron w książce